# Parachelidonium werneri
Parachelidonium werneri là một loài bọ cánh cứng trong họ Cerambycidae.